# Republica Arabă Democrată Saharawi
Republica Arabă Democratică Sahariană este un stat parțial recunoscut care pretinde suveranitatea asupra întregului teritoriu al Saharei Occidentale, fostă colonie spaniolă. RADS a fost proclamată de către Frontul Polisario pe 27 februarie 1976, în Bir Lehlu, Sahara Occidentală. Guvernul RADS controlează aproximativ 20-25% din teritoriul pe care îl pretinde. Acesta numește teritoriile aflate sub controlul său Teritoriile eliberate sau Zona Libera. Marocul controlează și administrează restul teritoriului în litigiu și numește aceste meleaguri Provinciile de Sud. Guvernul RADS consideră că pe teritoriul marocan, este teritoriu ocupat.

## Istorie
După evacuarea spaniolilor din Sahara Occidentală, Spania, Marocul și Mauritania au semnat Acordurile de la Madrid la 14 noiembrie 1975, prin care Maroc și Mauritania anexează teritoriul Saharei de Vest. Nici de la un stat nu a câștigat recunoaștere internațională și un război a urmat cu căutarea independenței de către Frontul Polisario, care pretinde a reprezenta poporul saharian. Crearea Republicii Arabe Democratice Sahariane a fost anunțată în Bir Lehlou în Sahara Occidentală la 27 februarie 1976. După cum au declarat Polisario, este nevoie de o entitate nouă pentru a umple ceea ce ei considera un vid politic lăsat de către coloniștii spanioli. Bir Lehlou a rămas în teritoriul aflat sub încetare a focului, și a rămas guvern în capitala simbolică a republicii, în timp ce Polisario continuă să pretindă orașul Laayoune ca și capitala unei Sahara de Vest independente. Cu toate acestea, afacerile de zi cu zi se desfășoară în taberele de refugiați sahrawi din provincia Tindouf, Algeria, care găzduiesc cea mai mare parte a comunității de exilați sahrawi.

## Politică
```
ceva real se apropie de un aparat de guvernare. De la sfârșitul anilor 1980, Parlamentul a început să ia măsuri pentru instituirea unui repartizări a competentelor și desface structurilor republicii de cele ale partidului Polisario, deși fără efect clar până în prezent.
```

Ministere diversele sale sunt responsabile pentru o varietate de servicii și funcții. Sistemul judiciar, complet cu instantele de judecată, curți de apel și o instantă supremă, operează în aceleași zone. Instituțiile paralele cu structurile guvernamentale, de asemenea, au apărut în cadrul Frontul Polisario, care este fuzionat cu aparate care reglementează Sadr, și cu competențe operaționale se suprapun între aceste parți, instituțiile guvernamentale și birourile.
CNS este în prezent slab în rolul său legislativ, a fost instituit ca un consultativ în principal și în construirea consensului instituție, dar și-a consolidat puterile sale teoretice legislative și de control în timpul mai târziu revizuiri constituționale. Printre altele, el a adăugat o interdicție asupra pedepsei cu moartea la Constituția, și a adus în jos guvernul în 1999 printr-un vot de neîncredere.